# Station Trypucie
Station Trypucie is een spoorwegstation in de Poolse plaats Trypucie.